# ひたちなか市立外野小学校
ひたちなか市立外野小学校（ひたちなかしりつ そとのしょうがっこう）とは、茨城県ひたちなか市外野にある公立小学校。
ひたちなか市の小学校の中では、1番目に新しい小学校である。

## 沿革
- 1983年（昭和58年）4月1日 - 設立（勝田市立東石川小学校より校区分離）
- 1994年（平成6年）11月1日 - 市町村合併により、ひたちなか市立外野小学校となる。

## 進学先中学校
- ひたちなか市立大島中学校